# Symplecta brachyptera
Symplecta brachyptera là một loài ruồi trong họ Limoniidae. Chúng phân bố ở miền Australasia.